# Světový pohár v rychlobruslení juniorů
Světový pohár v rychlobruslení juniorů je série mezinárodních rychlobruslařských závodů organizovaných Mezinárodní bruslařskou unií (ISU) každoročně od sezóny 2008/2009 pro mladé závodníky (do dosažení 19 let věku). Každou zimu se na vybraných oválech pořádají závody na jednotlivých tratích a podle umístění jsou závodníkům přidělovány body. Jejich součet na konci sezóny pak rozhoduje o vítězích poháru na jednotlivých tratích. Juniorský pohár je obdobou Světového poháru dospělých sportovců, který je pořádán od sezóny 1985/1986.
Zpočátku se udělovalo deset titulů vítězů Světového poháru, pět pro chlapce (500 m, 1000 m, 1500 m, společný pro 3000 m/5000 m a stíhací závod družstev) a pět pro dívky (500 m, 1000 m, 1500 m, 3000 m a stíhací závod družstev). V sezóně 2011/2012 byly do programu poprvé zařazeny pro obě pohlaví závody s hromadným startem a v sezóně 2013/2014 se poprvé závodilo také v týmovém sprintu, jehož hodnocení však bylo zkombinováno společně se stíhacími závody družstev.
V sezónách 2008/2009, 2010/2011 a 2011/2012 byl součástí Světového poháru také závody na Mistrovství světa juniorů. Odlišností od SP dospělých jsou také některé mítinky, které jsou rozděleny na regionální závody, jež probíhají v Evropě, Asii a Severní Americe a účastní se jich pouze tamní závodníci.

## Bodování v jednotlivých závodech
| Umístění             | 1.  | 2.  | 3.  | 4. | 5. | 6. | 7. | 8. | 9. | 10. | 11. | 12. | 13. | 14. | 15. | 16. | 17. | 18. | 19. | 20. | 21. | 22. | 23. | 24. |
| -------------------- | --- | --- | --- | -- | -- | -- | -- | -- | -- | --- | --- | --- | --- | --- | --- | --- | --- | --- | --- | --- | --- | --- | --- | --- |
| finále SP            | 150 | 120 | 105 | 90 | 75 | 67 | 60 | 54 | 48 | 42  | 36  | 32  | 27  | 24  | 21  | 18  | 15  | 12  | 9   | 6   | 4   | 3   | 2   | 1   |
| běžné závody SP      | 100 | 80  | 70  | 60 | 50 | 45 | 40 | 36 | 32 | 28  | 24  | 21  | 18  | 16  | 14  | 12  | 10  | 8   | 6   | 4   | 3   | 2   | 1   |     |
| regionální závody SP | 100 | 80  | 70  | 60 | 50 | 45 | 40 | 35 | 30 | 25  | 20  | 15  |     |     |     |     |     |     |     |     |     |     |     |     |

Závody z Mistrovství světa juniorů 2009 byly bodovány jako finále SP, závody z MSJ 2011 a 2012 byly bodovány jako běžné závody SP.

## Vítězové Světového poháru – chlapci
| Sezóna    | 500 metrů        | 1000 metrů       | 1500 metrů      | 3000/5000 metrů   | Hromadný start   | Týmové závody |
| --------- | ---------------- | ---------------- | --------------- | ----------------- | ---------------- | ------------- |
| 2008/2009 | Jan Daldossi     | Jan Daldossi     | Pim Cazemier    | Pim Cazemier      | —                | Německo       |
| 2009/2010 | Alexej Bondarčuk | Alexej Bondarčuk | Kjetil Stiansen | Frank Hermans     | —                | Nizozemsko    |
| 2010/2011 | Kim Song-kju     | Maurice Vriend   | Maurice Vriend  | Frank Hermans     | —                | Nizozemsko    |
| 2011/2012 | Kim Wu-čin       | Kim Wu-čin       | Thomas Krol     | Thomas Krol       | Kai Verbij       | Jižní Korea   |
| 2012/2013 | Darsil Essamambo | Kai Verbij       | Jang Fan        | Andrea Giovannini | Gerben Jorritsma | Itálie        |
| 2013/2014 | Dai Dai N'tab    | Arvin Wijsman    | Patrick Roest   | Patrick Roest     | Armin Hager      | Nizozemsko    |

## Vítězové Světového poháru – dívky
| Sezóna    | 500 metrů           | 1000 metrů            | 1500 metrů            | 3000 metrů            | Hromadný start     | Týmové závody |
| --------- | ------------------- | --------------------- | --------------------- | --------------------- | ------------------ | ------------- |
| 2008/2009 | Olga Fatkulinová    | Roxanne van Hemertová | Roxanne van Hemertová | Yvonne Nautová        | —                  | Nizozemsko    |
| 2009/2010 | Jekatěrina Ajdovová | Jekatěrina Ajdovová   | Lotte van Beeková     | Irene Schoutenová     | —                  | Nizozemsko    |
| 2010/2011 | Jekatěrina Ajdovová | Lotte van Beeková     | Pien Keulstraová      | Pien Keulstraová      | —                  | Japonsko      |
| 2011/2012 | Letitia de Jongová  | Antoinette de Jongová | Pien Keulstraová      | Pak To-jong           | Pak To-jong        | Jižní Korea   |
| 2012/2013 | Vanessa Bittnerová  | Vanessa Bittnerová    | Reina Anemaová        | Jade van der Molenová | Vanessa Bittnerová | Nizozemsko    |
| 2013/2014 | Vanessa Bittnerová  | Melissa Wijfjeová     | Melissa Wijfjeová     | Melissa Wijfjeová     | Vanessa Bittnerová | Nizozemsko    |